# Gavin Greenaway
Gavin Greenaway (Londres, 15 de junho de 1964) é um compositor inglês de trilhas de cinema, filho de Roger Greenaway. Com seu pai, compôs as trilhas sonoras de Jimbo and the Jet Set, The Family-Ness e Penny Crayon. Foi maestro nas trilhas sonoras de filmes como Gladiador, Pearl Harbor, Shrek, Antz, Wallace and Gromit: The Curse of the Were-Rabbit, The Prince of Egypt, Chicken Run e The Road to El Dorado.